# Sicyopterus hageni
Sicyopterus hageni es una especie de pez de la familia de los Gobiidae en el orden de los Perciformes.

## Morfología
Los machos pueden llegar a alcanzar los 7,5 cm de longitud total.

## Hábitat
Es un pez de agua dulce, de clima tropical y demersal.

## Distribución geográfica
Se encuentran en: las islas menores de la Sonda (Indonesia).

## Observaciones
Es inofensivo para los humanos.